# 22. juli-senteret

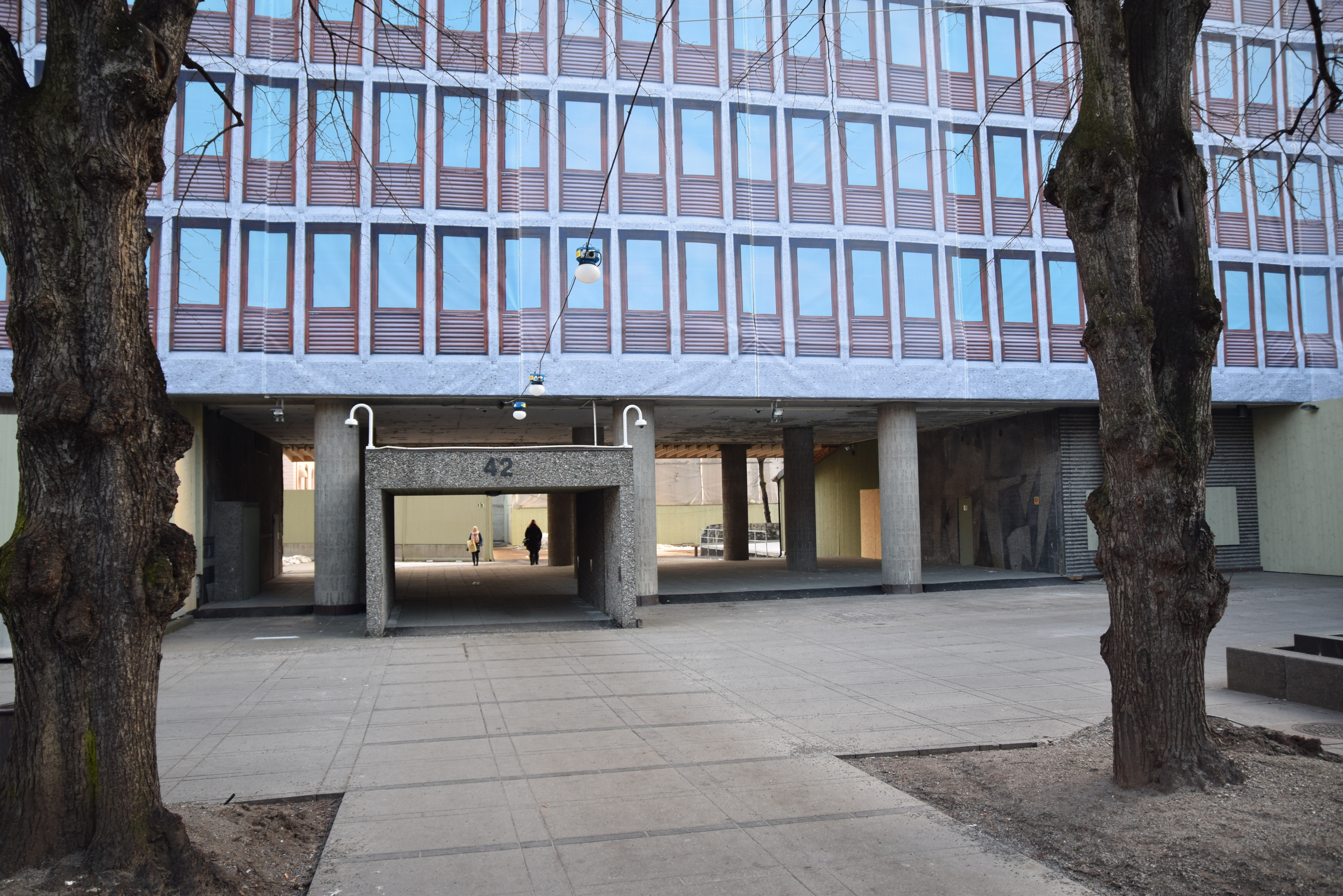
22. juli-senteret finns i H-blocket i Regjeringskvartalet

22. juli-senteret är ett norskt statligt informationscenter om terrorattentaten i Norge 2011. Centret öppnades den 22 juli 2015 i bottenvåningen i H-blocket i Regjeringskvartalet i Oslo. Det är i första hand avsedd att förmedla fakta om terroristattacker och hur och varför det ska byggas ett nytt regeringskvarter.
Institutt for historiske studier vid Norges teknisk-naturvetenskapliga universitet har det akademiska ansvaret för centret, medan statsförvaltningen ansvarar för verksamheten. Centret har öppet tisdag till söndag.